# マリア (ウクライナの小説)
『Maria』（マリア）は、Ulas Samchukによる歴史小説である。 「1932年から33年にかけてウクライナで餓死した母親」たちに捧げられた小説で、1861年の農奴解放から1932年から33年のホロドモールの間の村の女性マリアの人生を描いている。ウクライナの飢饉を扱った最初の小説作品である「マリア」は、1991年以降のウクライナの学校教育カリキュラムに採用されている。

本は、「マリアの誕生」 「マリアの日々」「本に関する本」の３つのパートに分かれている。六歳とき若いまま読み書きなどができずに、強制的に働かせられる。彼女の3人の子供は病気で死んでしまった。彼女の息子マクシムは、父に殺される前は貧しい農民で、両親を追い出し、兄を糾弾し、妹が飢えるのを見ていた。マクシムは「ホロドモールの加害者として屁理屈屋、共産主義者、利益主義者、サディスト、ロシア語を話すなどの多くの特徴を兼ね備えている：」。 飢饉の最終責任を負う「他者」としてのマクシムの背後には、モスクワを中心とするソ連国家がある。苦悩する人は「我が国は、これほどまでにツァーリのような略奪を知らない」

## 英語版
- Samchuk, Ulas Franko訳 (2011). Cipwynk, Paul. ed. Maria: A Chronicle of a Life. Language Lanterns Publications Inc.. ISBN 978-0-9877750-0-9